# Dracontium asperum
Dracontium asperum är en kallaväxtart som beskrevs av Karl Heinrich Koch. Dracontium asperum ingår i släktet Dracontium och familjen kallaväxter. Inga underarter finns listade.